# Asociația de Fotbal din Thailanda
Asociația de Fotbal din Thailanda (Thailandeză:สมาคมฟุตบอลแห่งประเทศไทย ในพระบรมราชูปถัมภ์) este corpul guvernator de fotbal principal din Thailanda.